# 鏡貴也
鏡貴也（1979年5月22日—），日本小說家。出身於東京都。

## 作品目錄
- 武官弁護士エル・ウィン
- 傳說的勇者的傳說
- 天魔黑兔
- 終結的熾天使
- 默示錄alice

## 外部連結
- （日語）鏡貴也的健康生活 （页面存档备份，存于）
- 鏡貴也的X（前Twitter）